# Замолодчикова, Елена Михайловна
Еле́на Миха́йловна Замоло́дчикова (род. 19 сентября 1982, Москва, СССР) — российская спортивная гимнастка, двукратная олимпийская чемпионка (2000), двукратная чемпионка мира (1999 и 2002), двукратная чемпионка Европы (2000 и 2002).

## Биография
Родилась 19 сентября 1982 года в Москве.
Окончила Санкт-Петербургскую государственную академию физической культуры им. П. Ф. Лесгафта. Заслуженный мастер спорта (спортивная гимнастика, 2000).
Чемпионка России (1999) в опорных прыжках и в вольных упражнениях (1998), серебряный призёр в упражнениях на брусьях (1998), бронзовый — в многоборье (1999) и в упражнениях на бревне (1999).
Серебряный призёр чемпионата Европы (1998) в командном первенстве; чемпионка мира в опорных прыжках (1999), серебряный призёр в командном первенстве (1999), бронзовый — в многоборье (1999). Двукратный победитель — в опорном прыжке и в вольных упражнениях, серебряный призёр в командных соревнованиях, VII место — в многоборье Игр XXVII Олимпиады (2000).
Обладатель Кубка Америки (2001) в многоборье и упражнении на бревне.
Тренеры — заслуженные тренеры России Н. В. Масленникова и С. Пивоваров.
В сборной команде с 1996 года. Выступала за ВФСО «Динамо» и Московское городское физкультурно-спортивное объединение.
Первой исполнила опорный прыжок Цукахара — сальто назад прогнувшись с поворотом на 720 и наскок на бревно: рондат на мост — фляк с поворотом на 360 в стойку на руках продольно — опускание со стойки до упора — оборот назад в упоре.
Замолодчикова пыталась попасть на Олимпиаду в Пекине, но не прошла отбор. В 2009 году она окончательно завершила спортивную карьеру.
В 2010 году победила в телепроекте «Жестокие игры» в паре с прыгуном в воду Юрием Кунаковым.
Грубостью директора детской спортивной школы по гимнастике и ещё одним тренером доведена до сердечного приступа 15 февраля 2013 года, но выписалась из больницы.
Посол летней Универсиады 2013 года в Казани.
12 июня 2015 года, вместе с коллегами-олимпийцами ещё из семи стран, вынесла флаг Европейского Олимпийского комитета на церемонии открытия I Европейских игр в Баку.
21 апреля 2021 года родила ребёнка.
В честь Замолодчиковой свой псевдоним взяла американская дрэг-квин Катя Замолодчикова.

## Награды и звания
- Заслуженный мастер спорта России (2000)[3]
- Орден Почёта (19 апреля 2001) — за большой вклад в развитие физической культуры и спорта, высокие спортивные достижения на Играх XXVII Олимпиады 2000 года в Сиднее[8]
- Медаль ордена «За заслуги перед Отечеством» II степени (18 февраля 2006) — за большой вклад в развитие физической культуры и спорта, высокие спортивные достижения[9]